# 10900 Folkner
10900 Folkner (tên chỉ định: 1997 WF21) là một tiểu hành tinh vành đai chính. Nó được phát hiện bởi Takao Kobayashi ở Ōizumi Observatory ở Ōizumi, Gunma Prefecture, Nhật Bản, ngày 30 tháng 11 năm 1997. Nó được đặt theo tên William Folkner, a scientist ở Jet Propulsion Laboratory.